# György Piller
György Gyárfás Győző Piller-Jekelfalssy (ur. 19 czerwca 1899 w Egerze, zm. 6 września 1960 w San Francisco) – węgierski szablista i florecista, dwukrotny złoty medalista olimpijski i wielokrotny medalista mistrzostw świata.
Na igrzyskach olimpijskich w Amsterdamie w 1928 roku był piąty we florecie drużynowym, a w szpadzie drużynowej odpadł w pierwszej rundzie. Na rozgrywanych cztery lata później igrzyskach olimpijskich w Los Angeles wspólnie z Endre Kabosem, Ernő Nagym, Gyulą Glykaisem, Attilą Petschauerem i Aladárem Gerevichem zdobył złoty medal w szabli drużynowej. W rywalizacji indywidualnej zdobył kolejny złoty medal. W rundzie finałowej wygrał osiem z dziewięciu pojedynków i wyprzedził Włocha Giulio Gaudiniego i Endre Kabosa. 
Podczas mistrzostw świata w Neapolu w 1929 roku (oficjalnie zawody tego cyklu rozgrywane są pod tą nazwą dopiero od 1937) wywalczył brązowy medal we florecie drużynowym. W tej samej konkurencji zdobył srebro na mistrzostwach świata w Wiedniu w 1931 roku. Ponadto zdobył pięć medali w szabli. Na mistrzostwach świata w Liège w 1930 i mistrzostwach świata w Wiedniu zwyciężał indywidualnie i drużynowo, a na mistrzostwach świata w Budapeszcie zdobył trzeci z rzędu drużynowy złoty medal.
Jeszcze w trakcie czynnej kariery został trenerem. Prowadził między innymi reprezentację Węgier podczas igrzysk olimpijskich w Melbourne w 1956. Po zbrojnej interwencji ZSRR na Węgrzech podczas powstania węgierskiego Piller zdecydował nie wracać do kraju i wyemigrował do USA, gdzie kontynuował pracę trenera.
Był zawodowym wojskowym. W trakcie I wojny światowej służył w Armii Austro-Węgier, walczył na froncie rumuńskim i włoskim. Podczas II wojny światowej awansowany do stopnia podpułkownika, walczył na froncie wschodnim. W 1945 roku dostał się do radzieckiej niewoli.